# 馬赫穆迪亞運河
馬赫穆迪亞運河（英語：Mahmoudiyah Canal），由尼羅河支流所開鑿而成的運河，經由亞歷山大港通往地中海。建立於1807年。

## 歷史
1807年，埃及總督穆罕默德·阿里下令興建。由臨近尼羅河的村落馬赫穆迪亞開始，至亞歷山大港，經過布海拉省到達地中海。它開鑿的目的，主要在於方便尼羅河上的船運。在開鑿過程中，發現的許多古物，都送到穆罕默德·阿里手上。
1819年，因鼠疫，工程暫時中斷。1820年1月，運河完成，由當時伊斯坦堡與埃及的蘇丹馬哈茂德二世命名啟用。